# エルサルバドルの鉄道
エルサルバドルの鉄道では、エルサルバドルにおける鉄道について記述する。
国営鉄道会社はFENADESAL（フェナデサル、Ferrocarriles Nacionales de El Salvador、エルサルバドル国営鉄道）で、CEPA（セパ、Comisión Ejecutiva Portuaria Autónoma、港湾自治実行委員会）の一部門である。国営鉄道は総延長554.8キロメートルの線路を管理しており、大部分は使用されていない軌間3フィート（914mm）の狭軌区間でサンサルバドル、サンタアナ、アカフトラ、ソンソナテ、ソヤパンゴといった主要都市間を結んでいる。かつては、アンギアトゥーでグアテマラの鉄道と接続していた。

## 歴史

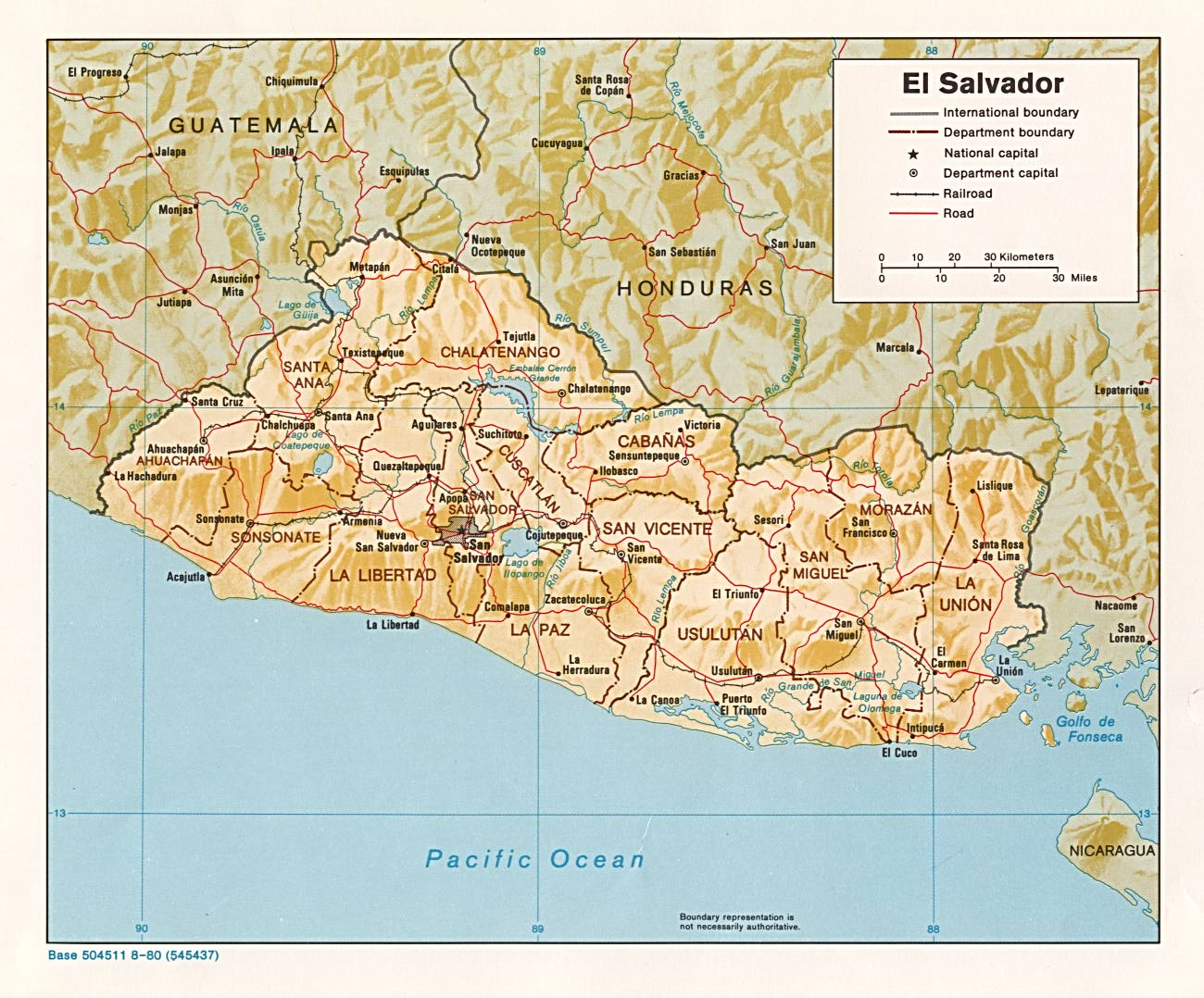
1980年代のエルサルバドルの地図。鉄道路線が描かれている。

エルサルバドル最初の鉄道は、1882年6月4日、ソンソナテからアカフトラ港の区間で開通した。翌年以降、鉄道はサンタアナやサンサルバドル、その他の場所へ延伸していった。鉄道網は2つの鉄道事業者が別個に管理していた。うち一社は、サルバドール・レイルウェイ・カンパニーで、後に国有化され、FES（Ferrocarril de El Salvador、エルサルバドル鉄道）と名称を変更した。もう一社は、IRCA（International Railways of Central America、中央アメリカ国際鉄道）で、ユナイテッド・フルーツ社が敷設し、後に国有化され、FENASAL（Ferrocarril Nacional de El Salvador、エルサルバドル国営鉄道）と名称を変更した。1975年に、エルサルバドル政府の命令によって2社が合併し、FENADESAL（Ferrocarriles Nacionales de El Salvador、エルサルバドル国営鉄道）となった。FENADESALの管理監督は、国に代わってCEPA（Comisión Ejecutiva Portuaria Autónoma、港湾自治実行委員会）が行っている。
車両や線路の老朽化が進み、2002年10月にはすべての鉄道輸送が停止された。サンサルバドル~ソヤパンゴ間の旅客列車は、この2つの都市を結ぶ道路橋が崩壊した際の交通渋滞を緩和するために2004年10月から2005年4月までの短期間に運行を再開した。
2006年、CEPAは鉄道網を復旧するための計画を発表した。それは「サンサルバドル~アポパ間に通勤列車が導入する計画がある。その列車には7両の客車(オープンデッキの古い客車がCEPAの主力)を改修して使用する必要がある」というものであった。
2007年11月、CEPAは計画を実行に移し、アポパへの列車が通勤客をターゲットに朝夕2往復で再開された。運賃は12キロメートルの乗車で10USドルであり、安全のため各列車に4人の警察官が同乗している。
新たな計画も発表され、それは「2008年3月までにアポパの西にあるネハパまで再開し、さらに次の12ヶ月間でソンソナテ県の県都ソンソナテまでの全区間の再開を見込んでいる」というものであった。

## 隣接国との鉄道接続状況
- グアテマラ - 接続なし
- ホンジュラス - 接続なし